# Bad to Me
Bad to Me è un brano del duo Lennon-McCartney ceduto a Billy J. Kramer and the Dakotas. La canzone, la seconda gave away dei Beatles, venne pubblicata come singolo il 26 luglio 1963, e arrivò alla prima posizione delle classifiche britanniche, dove rimase per tre settimane, prima di essere scalzata via proprio da She Loves You dei Fab Four; in toto, il disco rimase 15 settimane nell'hit-parade. Sul lato B era presente I Call Your Name, che venne pubblicata anche dai Beatles l'anno seguente sull'EP Long Tall Sally. Il singolo venne registrato esattamente un mese prima della data di pubblicazione, agli Abbey Road Studios. Per Bad to Me occorsero 22 nastri; in uno di essi, si può sentire Lennon discutere con il vocalist della band circa le armonie vocali. In seguito, il pezzo venne incluso sulla compilation della EMI The Songs Lennon and McCartney Gave Away. Un demo dei Beatles è stato pubblicato sull'album The Beatles Bootleg Recordings 1963 del 2013.